# جورج لديبور
جورج لديبور (بالألمانية: Georg Ledebour)‏ (و. 1850 – 1947 م) هو سياسي، وصحفي ألماني، ولد في هانوفر، كان عضوًا في الحزب الديمقراطي الاجتماعي الألماني، توفي في برن، عن عمر يناهز 97 عاماً.

## مناصب
تولى منصب عضو مجلس النواب الألماني للجمهورية فايمار
- عضو مجلس النواب الألماني للإمبراطورية الألمانية

.

## روابط خارجية
- جورج لديبور على موقع الموسوعة البريطانية (الإنجليزية)
- جورج لديبور على موقع مونزينجر (الألمانية)